# Leros
Leros (grčki: Λέρος, talijanskom: Lèro) je grčki otok u otočju Dodekanez u južnom Egeju. Otok je 317 km udaljen od luke Pirej, trajekt do njega vozi 11 sati (let do otoka traje 45 minute od Atene). 

## Zemljopisne osobine
Otok je velik 74 km², a dužina njegove obale je 71 km. Općini Leros pripadaju i manji naseljeni otoci; Pharmakonisi ( 74 stanovnika), Levitha (8 stanovnika) i Kinaros (2 stanovnika), kao i nekoliko nenaseljenih. Po popisu iz 2001. god. Općina Leros imala je 8 207 stanovnika.
Otok Leros poznat je po svojoj velikoj srednjovjekovnoj utvrdi Rodoskih vitezova, koja je najvjerojatnije podignuta na starijoj bizantskoj tvrđavi. Bliži otoci su;  Patmos, Lipsi, Kalimnos i manji otoci Agia Kyriaki i Farmakos. 
Upravno središte i najveće naselje na otoku je Agia Marina, s 2,672 stanovnika. Ostala veća naselja su; Lakkíon (1 990 stanovnika ), Xirókampos (908 stanovnika ), Kamára (573 stanovnika) i Álinda (542 stanovnika).

## Povijest

### Za antičkih vremena
Tukidid je naglašavao posebnu važnost luka i uvala otoka Lerosa za ishod peloponeskog rata (431. – 404 god. pr. Kr.), u kojem je otok Leros podržavao demokratsku Atenu. Nakon svršetka tih ratova Leros je podpao pod   vlast - Sparte. Otok je imao slavni Artemidin hram. 
Nakon toga Leros je dijelio sudbinu kao i cijelo otočje Dodekanez. Prvo je njime ovladao Aleksandar Veliki, pa zatim njegovi generali, zatim su nastupila rimska vremena, pa bizantsko razdoblje nakon podjele Rimskog Carstva. Iz tih vremena za istaknuti je jedan događaj, kad je na otočiću Farmakos istočno od Lerosa, par kilometara od mjesta Didima na turskoj obali, lokalni pirati držali su Julija Cezara kao u zatočeništvu kao taoca četrdeset dana.

### Mletačko i Otomansko razdoblje
Za vrijeme bizantske vlasti, otok Leros uključen je upravno u temu Samos. Tijekom XIII st., Leros su zauzeli đenovežani a nakon njih mlečani. 1309. godine - otok Leros zauzeli su Vitezovi s otoka Rodosa a nakon toga i utvrdili. 1505. godine turski admiral Kemal Reis, s tri galije i ostalim manjim pomoćnim brodovima, opsjedao je utvrdu, ali je nije uspio osvojiti. Napad se ponovio 1508. godine s više brodova, ali s istim rezultatom. Po otočkoj legendi utvrdu je spasio mladi jedva 18 godina stari vitez. On je obukao djecu i žene u oklope pobijenih branjenika, i tako obmanuo turske napadače da je garnizon u utvrdi Leros jednako snažan. 
Na kraju je 24. prosinca 1522., nakon dugotrajne opsade Rodosa, potpisan poraz - Rodoskih vitezova, između sultana Sulejmana veličanstvenog i Velikog meštra Vitezova s Rodosa -Philippe Villiers de L'Isle-Adam. Po tom ugovoru Leros i svi ostali otoci Dodekaneza pali su u otomanske ruke, a vitezovi su se morali povući na Siciliju.
Z vrijeme otomanske vlasti,  Leros je poput ostalih otoka Dodekaneza uživao u izvjesnim privilegijama ograničene lokalne autonomije. Za vrijeme grčkog rata za neovisnost 1821. godine, otok Leros je oslobođen i postao je značajna baza za opskrbu grčkog brodovlja. Upravno Leros je ušao pod privremenu vlast Komiteta istočnih Sporada.
Mirovnim ugovorom iz Londona, od 3. veljače 1830. godine, svi otoci istočnih Sporada, pa tako i Leros vraćeni su Turskoj.

### Vrijeme talijanske vlasti
Tijekom 1912. god., za vrijeme libijskog rata kojeg je vodila Italija protiv Osmanskog carstva, talijani su preventivno okupirali otočje Dodekanez (osim otoka Kastelorizo). 
Između 1916. – 1918. god., Britanci su koristili Leros kao pomorsku bazu. Po sporazumu između Venizelosa i Tittonija iz 1919. godine, otočje je trebalo pripasti Grčkoj (osim Rodosa). Ali nakon poraza Grka u ratu s Turskom 1919. – 1922., Talijani su otkazali sporazum. Nakon toga Mirovnim sporazumom iz Lausanne potvrđen je talijanski suverenitet nad otokom Leros i cijelim otočjem Dodekanez.
Nakon toga pokrenuta je talijanizacija otoka, naročito nakon uspona i ustoličenja fašizma u Italiji.
1930. godine na Lerosu je izgrađen novi idealni grad -  Portolago ( nešto nalik na naselje Raša u Istri), ovo naselje se danas zove  Lakki.
Tijekom svoje 31 - godišnje vladavine na Lerosu Italija je nastojala od Lerosa napraviti snažnu pomorsku bazu, gradivši vojne instalacije po otoku.

### Za drugog svjetskog rata
Od 1940. god., kako je Italija bila za Drugog svjetskog rata na Njemačkoj strani, Leros je sustavno bombardiran od strane britanskog RAF-a. To je bilo stoga što otok Leros ima brojne prirodne luke i sidrišta, po kojima su se krili ratni brodovi sila osovine, tako je Leros bio drugi najbombardiraniji otok - odmah poslije Krete).
8. rujna 1943. godine, Italija je potpisala kapitulaciju, i prešla na savezničku stranu. Nakon talijanske kapitulacije na Leros su iskrcane britanske jedinice, a istovremeno su otpočeli i njemački zračni napadi na otok kao i na cijeli Dodekanez. Jedan od najvećih napada bio je na grčki admiralski brod razarač Vasilissa Olga (D 15), koga su njemački bombarderi potopili u nedjelju 26. rujna 1943., zajedno s brodom HMS Intrepid (D10) s kojim je sidrio u luci Portolago. Otok Leros, zauzele su njemačke jedinice u operaciji Tajfun, to je bila kombinacija zračnih i pomorskih napada između 12. – 16. studenog 1943. U napadačke jedinice bili su uključeni i padobranci i bataljon iz elitne divizije Brandenburg. Pješačke jedinice imale su podršku bombardera "Luftwaffe" ( između ostalog u napadu su sudjelovale i I. i II. grupa bombardera štuka).  
Leros i cijelo otočje Dodekanez ostali su pod njemačkom okupacijom do kraja drugog svjetskog rata.

### Razdoblje nakon drugog svjetskog rata
Nakon njemačkog povlačenja s otoka, Lerosom su upravljali Britanci, sve do 7. ožujka 1948. kada je Leros, zajedno s ostalim otocima iz skupine Dodekanez pripojen Grčkoj. Tako je nakon skoro 700 godina od posljednje bizantske vlasti,  Dodekanez postao ponovno dio Grčke. Za vrijeme grčke vojne hunte, otok Leros korišten je kao mjesto za izopćenje i izolociju političkih protivnika, napuštene barake talijanskih vojarni poslužile su za organizaciju koncentracijskih logora.

## Prijevoz
Leros ima zračnu luku (Partheni) koja ima dnevne letove za Atenu. Trajektom je povezan s lukom Pirej, i drugim lukama na otocima Dodekanez. 

## Pogledajte i ovo
- Dodekanez

## Vanjske poveznice
- Službene stranice (engl.) (grč.) (tal.)
- Bitka kod Lerosa[neaktivna poveznica]